# Dönme

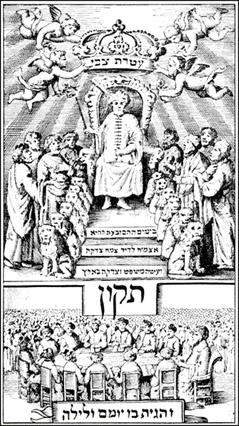
Gravura holandesa de 1666 representando Sabbatai Zevi, o fundador da seita judaica dos, da qual fazem parte os dönme, como o Messias entronizado.

Os dönme (ou dönmeh, doenmeh ou dunmeh) são um grupo de criptojudeus da Turquia, cujos membros são publicamente muçulmanos mas secretamente praticam uma forma de judaísmo chamada sabatianismo. O grupo surgiu na época de Sabbatai Zevi, o Messias para os sabatianos, um cabalista que viveu no século XVII e que foi convertido à força ao Islão pelo sultão otomano Maomé IV, o Caçador. Depois da conversão de Zevi, muitos judeus seguiram o seu exemplo tornando-se muçulmanos. Desde o século XX que muitos dönme se casaram com elementos de outros grupos sociorreligiosos e muitos foram assimilados pela sociedade turca. Embora alguns deles ainda se considerem judeus, os dönme não são oficialmente reconhecidos como tal pelas autoridades judaicas.

## Etimologia
A palavra dönme deriva do termo turco dön, que significa "virar", ou seja, "converter", mas em sentido pejorativo. Por vezes são chamados selânikli (pessoa de Salónica), devido à grande comunidade dönme daquela cidade quando ela pertencia ao Império Otomano, ou avdetî (em escrita turco-árabe: عودة, awda, retorno), a palavra turca para um convertido religioso. Os dönmeh chamam a eles próprios ma'aminim, o termo hebraico para crentes.

## História

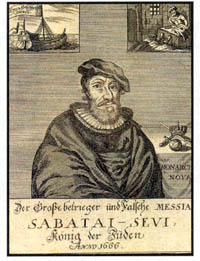
Retrato de Sabbatai Zevi datado de 1666.

Os dönme surgem na sequência do fracasso da levantamento  messiânico no Império Otomano liderado pelo líder judeu Sabbatai Zevi, fundador da seita dos sabatianos. Sabbatai foi forçado a converter-se ao Islão em 1666, sendo a esta sua apostasia interpretada por muitos dos seus seguidores como uma missão secreta em que se empenhou deliberadamente com um determinado propósito místico em mente e converteram-se em muçulmanos considerando que isso não significava o abandono da sua fé judaica. Segundo algumas fontes, quando Sabbatai morreu, em 1676, existiam cerca de 200 famílias dönme, concentradas sobretudo em Edirne e originárias principalmente dos Balcãs, embora também existissem dönme em Esmirna, Bursa e outros locais. Depois da morte de Sabbatai Zevi, o centro de atividades dos dönme transferiu-se para Salónica, onde permaneceu até 1924.
Alguns dos dönme eram académicos e cabalistas proeminentes, cujas famílias ganharam um reconhecimento especial entre a comunidade como descentes dos primeiros dönme. A seita gozava de reputação honrosa entre alguns dos sabatianos que não se converteram ao Islão (por exemplo, o teólogo do século XVII Nathan de Gaza) e atribuiam-lhes uma missão importante. Tal é evidente, por exemplo, nos comentários dos Salmos escritos em 1679 por Israel Hazzan de Castoria. Apesar da conversão ao Islão, os sabatianos permaneceram próximos do judaísmo e continuaram a praticar os ritos judaicos secretamente. Reconheciam Sabbatai Zevi como o Messias, seguiam certos ritos com similaridades com o judaísmo regular e rezavam em hebraico e posteriormente em ladino. Também praticavam certos rituais em honra de eventos importantes da vida de Zevi.[carece de fontes?] Os dönme usavam dois nomes, um turco, para uso público e outro sefardita para uso entre eles. O ladino só começou a ser substituído pelo turco como língua do dia-a-dia a partir de 1870.

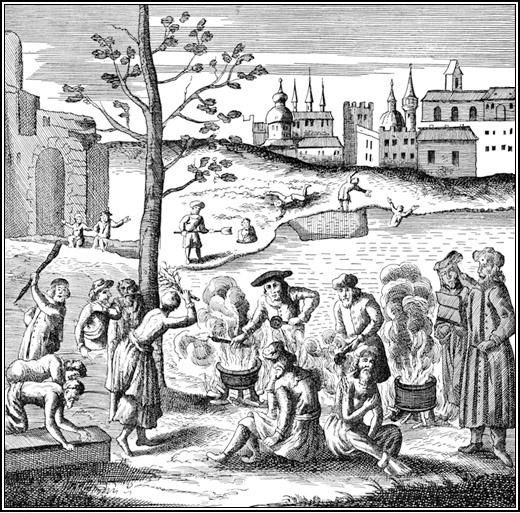
Dönme de Salónica em gravura de 1901-1906.

Embora os preceitos judaicos dos dönme sejam muito similares aos dos restantes sabatianos, distinguem-se dos restantes judeus por uma formulação ambígua do Sétimo Mandamento («Não cometerás adultério»), a qual está mais próxima de uma recomendação do que uma proibição. O casamento com "verdadeiros" muçulmanos era estritamente proibido. Em Salónica, os líderes da comunidade dönme mantinham relações estreitas com os círculos dervixes e com as ordens sufistas, especialmente com os Bektaşi.
Há diversos ramos de dönme. O primeiro foi o İzmirli ("de İzmir", uma alusão à cidade natal de Sabbatai Zevi), ou cavalleros em ladino e Kapancılar ou Kapani em turco. Os İzmirli eram a aristocracia dos dönme, pelo menos a partir de meados do século XVIII e eram sobretudo grandes comerciantes e classe média. Foram os primeiros a mostrar uma tendência para serem assimilados pelos turcos a partir do final do século XIX.
O segundo foi o dos jacobita (Yakubi em turco), fundado por Jacob Querido, o sobrinho da mulher de Zevi (ou cunhado mais novo, segundo outras fontes). Querido dizia que ele próprio era a reencarnação de Zevi e que também era Messias. Os Yakubi eram sobretudo das classes média e baixa, contando com um grande número de funcionários públicos otomanos.
Berechiah Russo, também conhecido como Osman Baba, fundou os karakashi (konyosos em ladino; Karakaşlar ou Karakaşi em turco), considerados os dönme mais radicais, que se tornaram a sub-seita mais numerosa. Na primeira metade do século XVIII estiveram ativos na Polónia missionários karakashi, os quais ensinaram Jacob Frank, que por sua vez fundou os frankistas, um grupo sabatiano não dönme da Europa de Leste. Os karakashi eram principalmente de classes baixas, artesãos e proletários, como carregadores, sapateiros, talhantes e barbeiros; segundo alguns relatos, durante muito tempo, quase todos os barbeiros de Salónica eram karakashi.

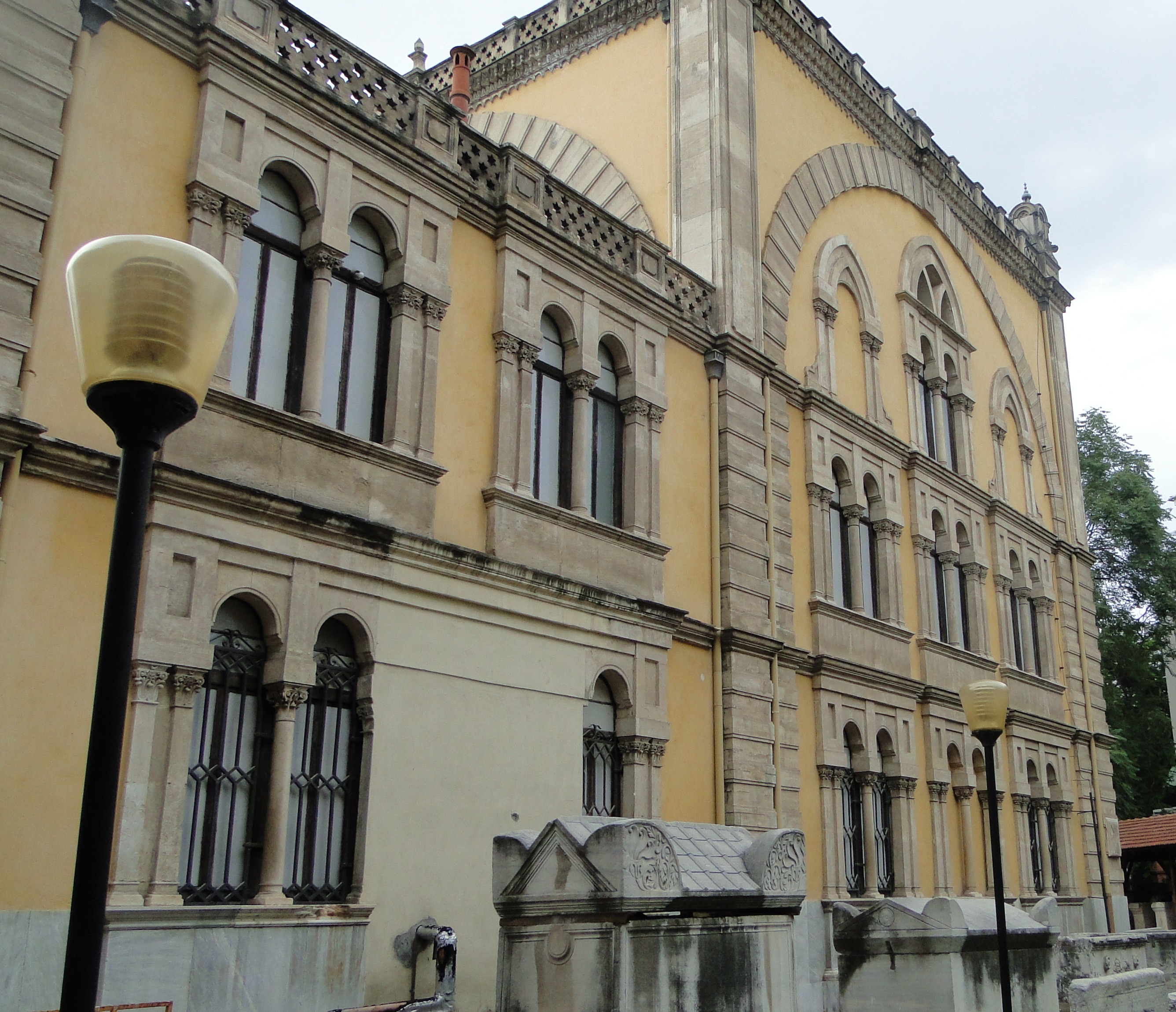
A Mesquita Yeni (Mesquita Nova), em Salónica, construída pela comunidade dönme local.

Outro ramo menor dos dönme foram os lechli, descendentes de polacos que viveram no exílio em Salónica e Constantinopla.
Alguns comentadores sugeriram que vários dos principais membros dos Jovens Turcos, um movimento anti-absolutista de revolucionários constitucionalistas que, em 1908, forçou o Sultão a promulgar uma Constituição, eram dönme. Os opositores políticos pró-sultão, religiosos muçulmanos, pintaram estes acontecimentos como uma conspiração global judaica e maçónica levada a cabo pelos dönmes da Turquia. Aquando da troca de populações entre a Grécia e a Turquia, alguns dos dönme de Salónica tentaram ser reconhecidos como não muçulmanos para evitarem ser expulsos da cidade. 

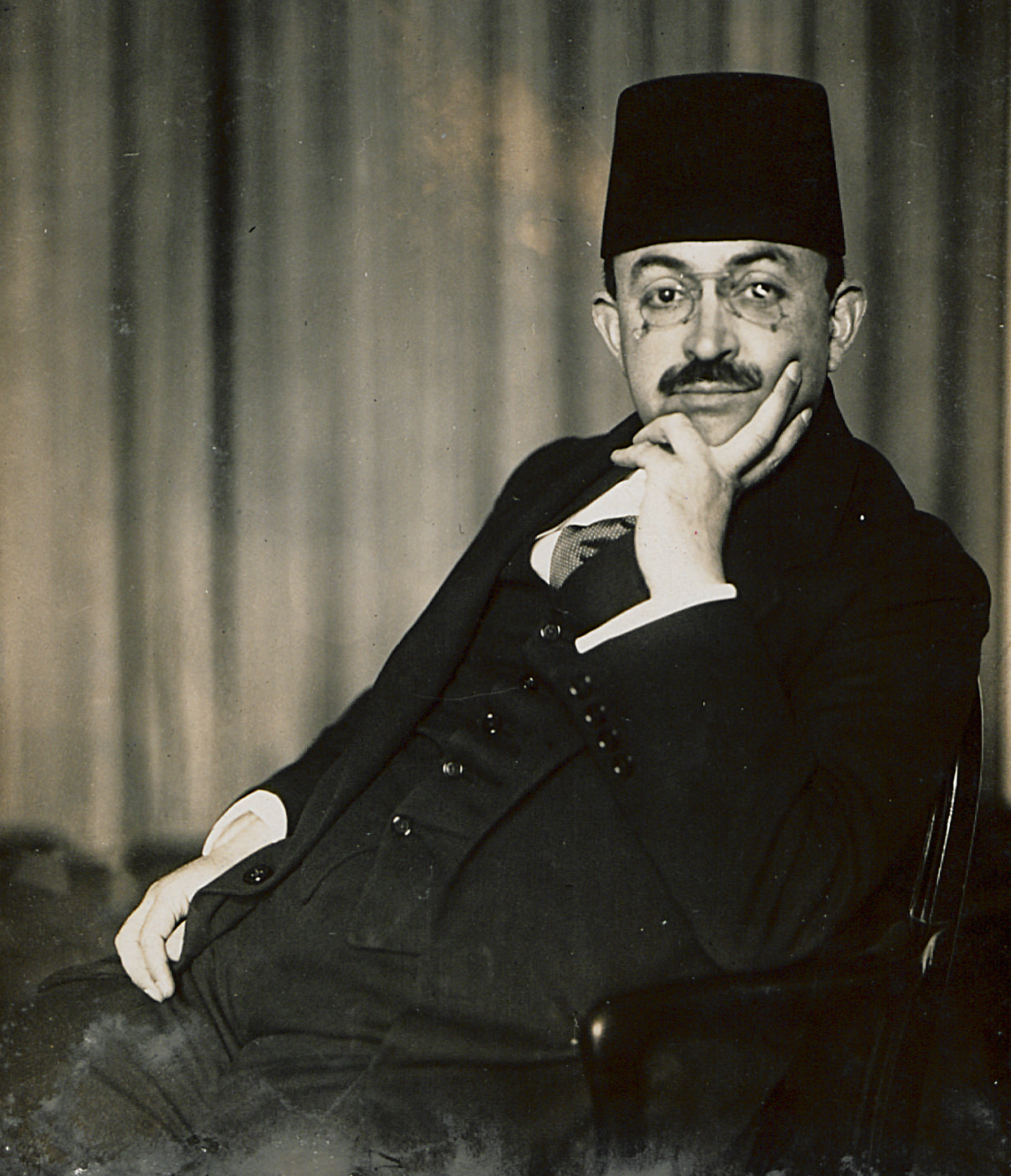
Mehmed Cavid Bey em 1917.

Um dos líderes do plano de assassinato contra o presidente Mustafa Kemal Atatürk em Esmirna após a fundação da República Turca foi Mehmed Cavid Bey, membro fundador do Comitê para a União e o Progresso e ex-ministro das Finanças do Império Otomano, um líder dönme. Após uma extensa investigação do governo, Cavid Bey foi condenado e posteriormente executado por enforcamento em Ancara em 26 de agosto de 1926.
A denúncia de indivíduos ou famílias como dönme é parte integrante da agitação dos antissemitas turcos. Os islamistas avançaram com uma teoria da conspiração segundo a qual Atatürk era um dönme para o difamar, por se sentirem perturbados pelas suas reformas, e criaram muitas outras teorias da conspiração sobre ele.
Embora em teoria praticassem a endogamia, isto é, só se casassem com membros da própria comunidade, no final do século XIX começou a assistir-se a uma progressiva assimilação e ao aparecimento de casamentos mistos. No final do século XX os dönme estavam completamente integrados na sociedade turca, sendo muito pouco observadas as restrições sobre casamentos com membros de outros grupos desde os anos 1960, exceto no ramo karakashi.
Não há estimativas seguras sobre o número de dönme no passado ou no presente. Segundo o viajante alemão ao serviço da Dinamarca Carsten Niebuhr, em 1774 viviam em Salónica 600 famílias dönme em Salónica. Antes da Primeira Grande Guerra estima-se que existiriam entre 10 000 e 15 000 dönme, repartidos de forma mais ou menos igual entre os três ramos principais, com uma ligeira vantagem para os karakashi.

### O incidente Mehmet Karakaşzade Rüştü
Em 1924, Mehmet Karakaşzade Rüştü, um elemento do ramo karakashi dos dönme, divulgou ao jornal Vakit informações acerca dos dönme, os seus ramos e os rituais de trocas de esposas. Além disso, acusou os dönme de falta de patriotismo e que eles não estariam integrados na sociedade turca. Estalaram discussões naquele e noutros jornais, incluindo alguns que eram propriedade de grupos de dönme. Ahmet Emin Yalman, dono do jornal Vatan, admitiu a existência de tais grupos, mas alegou que eles já não seguiam aquelas tradições. Posteriormente Karakaşzade Rüştü fez uma petição à Grande Assembleia Nacional da Turquia pedindo suspensão do processo de imigração de alguns dönme da Macedónia no âmbito da troca de populações entre a Grécia e a Turquia.[carece de fontes?]

## Atualidade
Um caso curioso é o de Ilgaz Zorlu, o editor dönme que fundou a editora Zvi em 2000 e procurou ser reconhecido como judeu, mas um Bet Din recusou-se a reconhecê-lo como tal sem uma conversão completa. Ele alegou ter-se convertido em Israel e iniciou um processo legal para mudar oficialmente a sua religião de muçulmano para judeu nos registos oficiais. O tribunal civil deu-lhe razão. Os seus atos são vistos como controversos por muitos, principalmente pela sua cooperação com muçulmanos como Mehmed Şevket Eygi.
A Universidade Işık, que faz parte da Fundação das Escolas Feyziye (Feyziye Mektepleri Vakfı) e as escolas Terakki foram originalmente fundadas pela comunidade dönme de Salónica no último quartel do século XIX e continuaram a funcionar em Istambul depois da ocupação de Salónica pelos gregos em novembro de 1912.

## Revivalismo neossabatiano
Recentemente tem-se assistido ao que alguns chamam de "revivalismo da cabala neossabatiana", um movimento liderado por Yakov Leib HaKohain (n. 1934), o cabalista que fundou a Donmeh West, uma organização internacional fundada em 1972 para o estudo e prática da "cabala neossabatiana". Um dos exemplos desse revivalismo é o facto do jornal israelita Ma'ariv ter publicado a partir de 2008 escritos de Yakov Leib como artigos em destaque na sua secção religiosa. O movimento foi também referido e discutido no livros "The Sabbatean Prophets", de Matt Goldish, professor de História na Universidade de Ohio, e "Die Odyssee des Aristoteles", de Wendelin von Winckelstein.
1. ↑  A maior parte do texto foi inicialmente baseado no artigo «Dönmeh» na Wikipédia em inglês (acessado nesta versão).